# Josep Linuesa
Josep Linuesa Gurrera (Barcelona, 15 de mayo de 1966) es un actor español, conocido por sus papeles en series como Las chicas de hoy en día o Amar es para siempre y por películas como El cónsul de Sodoma.

## Filmografía

### Televisión
- Vostè jutja, reparto (1987)
- Titànic 92, reparto. TV movie (1989)
- Lorenzaccio, Lorenzaccio, reparto. TV movie (1989)
- El retorno de Arsene Lupin, reparto (1998)
- La granja, como Sergi (1990-1992)
- Un día volveré, reparto (1991)
- Las chicas de hoy en día, como amigo de Nuri (1991)
- La casa de las chivas, reparto (1991)
- Crónicas del mal, reparto (1992)
- Delantero, reparto. Miniserie (1993)
- Estació d'enllaç, actor invitado (1995)
- Secrets de familia, actor invitado (1995)
- La Lloll, actor invitado (1995)
- Pedralbes centre, actor invitado (1995)
- Nissaga de poder, como Marçal Castro (1996-1998)
- Ambiciones, como Homar (1998)
- Jacinto Durante, representante, personaje invitado (1999)
- Periodistas, personaje episódico (1999)
- El comisario, como Jaime (1999)
- Laura, como Anton Cardoner (1999)
- Crims, un episodio: Escorpio (2001)
- Un día, una nit, como Víctor. TV movie (2001)
- Desde el balcón, reparto. Miniserie (2001)
- Hospital Central, como Ramiro (2001)
- Mi teniente, como Carmelo Sánchez (2001)
- El tránsfuga, reparto. TV movie (2004)
- Cota roja, como Luis. TV movie (2004)
- 16 dobles, como Pascal Bernet (2003)
- Ana y los 7, como el doctor Ramírez (2004)
- De moda, como Damián (2004)
- El pasado es mañana, como Alonso Arce (2005)
- Ventdelplà, como Héctor (2005)
- Vida robada, como Yago. TV movie (2005)
- Ellas y el sexo débil, reparto (2006)
- SMS, sin miedo a soñar, como Gonzalo (2006-2007)
- Mi último verano con Marian, como Julio. TV movie (2007)
- Sin tetas no hay paraíso, como Miguel Cortés (2008)
- Supercharly, como Luis Lozano (2010)
- El edén, como Xavier Guerrero. TV movie (2010)
- Rocío Dúrcal, volver a verte, como Antonio Morales Jr. Miniserie (2011)
- Amar es para siempre, como Arturo Olazábal (2013)
- Los misterios de Laura, como David Guarner "DW" (2014)
- El Ministerio del Tiempo, como Thibaud, un episodio: El tiempo es el que es (2015)
- Cites, como Joaquim, un episodio (2015)
- La Riera, como Frederic Enguita (2015-2016)
- Cuéntame cómo pasó, como Ricardo Goicoechea (2016)
- Les de l'hoquei, como Enric (2019)
- Enemigo íntimo, como Inspector Camacho (2020)
- El dragón:El regreso de un guerrero, como Médico de Madrid (2020)
- Sin querer queriendo, como Luís de Llano (2023)

### Largometrajes
- La mujer y el pelele, como Federico. Dir. Mario Camus (1990)
- La noche más larga, como Chico. Dir. José Luis García Sánchez (1991)
- Gimlet, como Pablo. Dir. José Luis Acosta (1995)
- En la puta vida, como Marcelo. Dir. Beatriz Flores Silva (2001)
- El alquimista impaciente, como Egea. Dir. Patricia Ferreira (2002)
- Diario de una becaria, como Koldo. Dir. Josecho Sanmateo (2003)
- Madrid, como español en un autobús. Dir. Daphne Charizani (2003)
- Carmen, como  Lucas, el torero. Dir. Vicente Aranda (2003)
- Catarsis, como Andy. Dir. Ángel Fernández-Santos (2004)
- Ruido, como Edgar. Dir. Marcelo Bertalmío (2005)
- Beatriz/Barcelona, como Álex . Dir. Claudio Zulian (2006)
- Manolete, como Enrique de Ahumada. Dir. Menno Meyjes (2007)
- Ens veiem demà, como el psicólogo. Dir. Xavier Berraondo (2009)
- El cónsul de Sodoma, como Carlos Barral. Dir. Sigfrid Monleón (2009)

### Cortometrajes
- Llame antes de entrar, reparto. Dir. Tola Castillo (1994)
- Los amigos del muerto, amigo. Dir. Icíar Bollaín (1994)
- El coyote, reparto. Dir. Poli Cantero (1995)
- Disertaciones sobre una coliflor, como Joaquín/Luis/Daniel/Dora. Dir. Carmen Conesa (1999)

### Teatro

#### Como intérprete
- Las preciosas ridículas. Dir. Molière/Ferrán Audí (1986)
- Lorenzaccio. Dir. Alfred de Musset/Lluis Pasqual (1987)
- El manuscrito de Ali Bei. Dir. Josep Maria Benet i Jornet/Josep Montanyés (1987)
- Peraustrínia 2004, como Tristán. Dir. Ángel García (1990)
- Don Carlos, como Don Carlos. Dir. Friedrich Schiller/Ferrán Audí (1990)
- Peep show. Dir. Ella Sterling/Orestes Lara (1991)
- Beirut. Dir. Alan Bowne/Josep Costa (1993)
- Castillos en el aire. Dir. William Mastrosimone/Josep Costa (1994)
- Alaska. Dir. Cindy Lou Johnson/Josep Costa (1995)
- La cabeza del dragón. Dir. Valle-Inclán/Enric Flores (1995)
- Anatol. Dir. Arthur Schnitzler/Jordi Mesalles (1996)
- El ángel de la información. Dir. Jordi Mesalles (1996)
- Precisament Avui. Dir. Josep Maria Benet i Jornet/Ferrán Madico (1997)
- Sara y Simón. Dir. Manuel Dueso (1997)
- Titanic 92. Dir. Guillem Jordi Graells/Pere Planella (1998)
- Farsa y licencia de la Reina Castiza. Dir. Valle-Inclán/Enric Flores (1998)
- El suicida. Dir. Nikolai Erdman/Magda Puyo (1999)
- Las manzanas del viernes. Dir. Antonio Gala/Paco Marsó con la compañía de Concha Velasco (1999-2000)
- La marquesa de O. Dir. Heinrich von Kleist/Magüi Mira (2009-2010)
- Diario de Moscú. Dir. Pep Guinyol (2012)
- ¡Qué desastre de función!. Dir. Michael Frayn (2013)
- T'estimo però no tant. Dir. Miguel Murga. (2015)
- Pares y Nines. Dir. Miguel Murga. (2017)

#### Como director
- Ungles fashion, en el Teatro Malic de Barcelona (1992)
- Acelgas y lechuguinos, en el Teatro Malic de Barcelona y Teatro Alfil de Madrid (1992)
- Cada día estoy mejor, en el teatro galileo de Madrid y gira (2006)
- Rick y Edu. Dir. Él mismo (2009)

### YouTube
- Walkingstreetsfilms, Director, canal dedicado a mostrar pasajes de la vida real de México.(2021)